# Элмайра (Нью-Йорк)
Элма́йра (также Эльми́ра; англ. Elmira, [ɛlˈmaɪrə]) — город на северо-востоке США, в штате Нью-Йорк. Административный центр округа Шеманг. Находится на берегах одноимённой реки Шеманг, около границы со штатом Пенсильвания. Население города — 26 523 человека по переписи 2020 года. Городской статус (сити) Элмайра получила в 1864 году.
В Элмайре родился и вырос модельер Томми Хилфигер. На городском кладбище Вудлон похоронен писатель Марк Твен и члены его семьи; ферма «Куарри», где он жил и работал, входит в число исторических памятников города.

## История
До появления европейцев на территории современной Элмайры жили ирокезские племена. После того как в ходе Войны за независимость генерал Джон Салливан разгромил объединённые силы ирокезов и Британской империи, контроль над землями перешёл к колонизаторам, что было официально закреплено договором 1791 года. Первое европейское поселение на месте будущего города носило название Ньютаун (англ. Newtown). Одноимённая деревня Ньютаун была образована в 1815 году, но уже в 1828-м её переименовали в Элмайру по имени дочери одного из переселенцев. Открытие канала Шеманг до озера Сенека в 1832 году, а затем железной дороги Эри в 1849-м дало толчок росту населения и индустриальному развитию Элмайры.
В 1855 году был основан колледж Элмайра — первое в США высшее учебное заведение для женщин, чья образовательная программа полностью соответствовала программам колледжей, в которых обучались мужчины.
В 1864 году Элмайре был присвоен статус города; в то время в ней проживало около 13 тысяч человек. В 1864—1865 годах, во время Гражданской войны в США, в городе находился тюремный лагерь для военнопленных, который контролировала армия Союза. Ему дали прозвище «Хеллмайра» (от англ. hell — «ад»). Перенаселённость лагеря, неадекватные жилищные условия и распространённость болезней привели к гибели почти 3 тысяч заключённых. Их хоронили близ места содержания на территории будущего Национального кладбища Вудлон, которое вошло в состав городского кладбища с аналогичным названием.

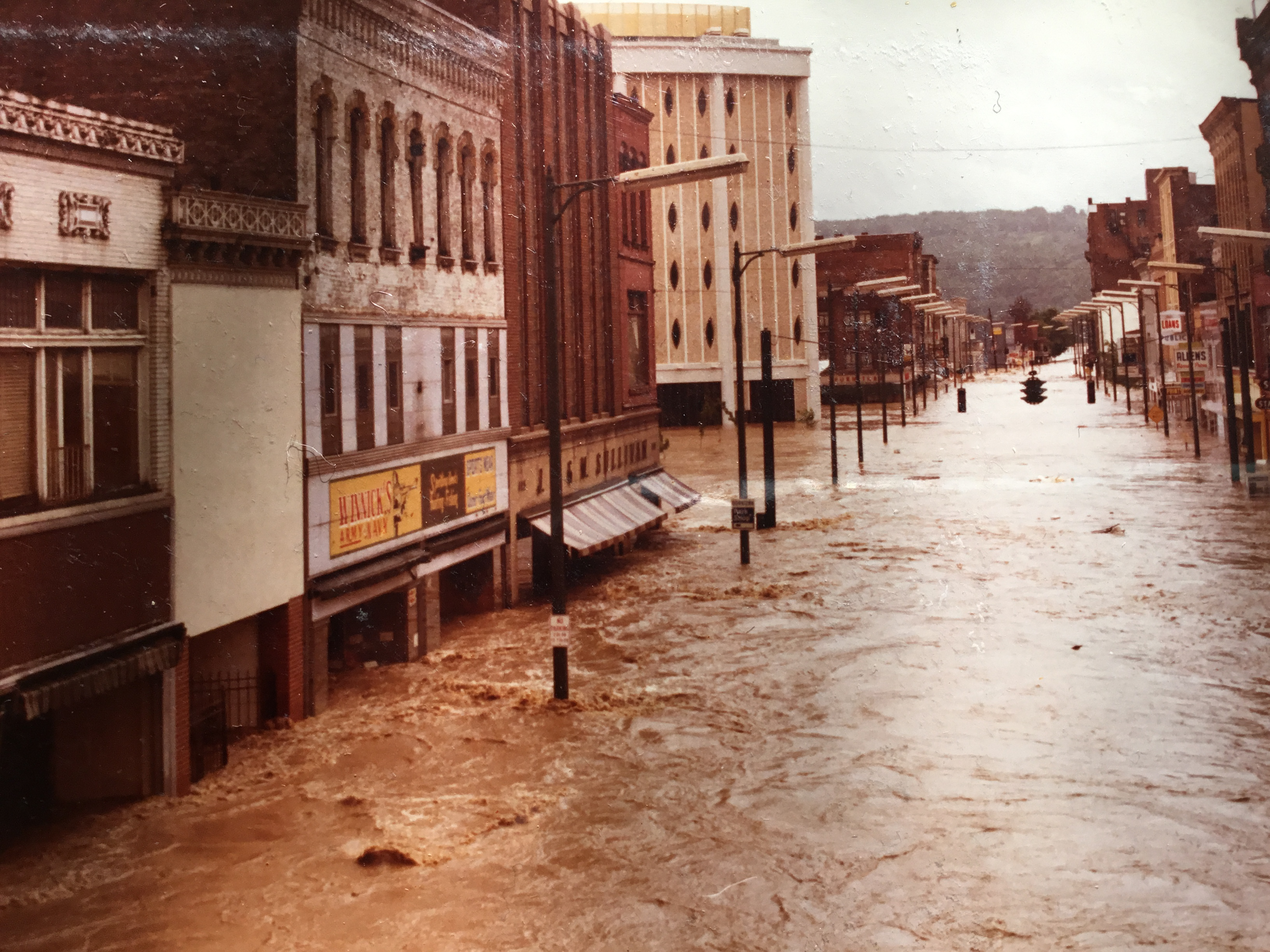
Улица Элмайры во время наводнения 1972 года

В 1876 году в Элмайре был открыт реформаторий Elmira Reformatory, позже преобразованный в тюрьму строгого режима Elmira Correctional Facility. Он сыграл ключевую роль в разработке пенитенциарной политики США в «эру прогрессивизма» конца XIX—начала XX века: система исправительных учреждений по образцу Элмайры была принята в ряде других штатов и в итоге в той или иной степени распространилась на всю страну.
Летом 1972 года город серьёзно пострадал во время тропического урагана Агнес. По данным Исторического общества округа Шеманг, из-за наводнения около 15 тысяч жителей Элмайры были вынуждены покинуть свои дома, и порядка 5 тысяч домов в о́круге были разрушены. Стихийное бедствие сильно ударило по экономике города — в настоящее время аналитики оценивают её состояние как одно из худших в штате.

## География
Элмайра расположена по обоим берегам реки Шеманг (приток Саскуэханны) в регионе Фингер-Лейкс на юге центральной части штата Нью-Йорк, примерно в 7—8 км к северу от административной границы со штатом Пенсильвания. Она находится в южно-центральной части округа Шеманг и с трёх сторон окружена одноимённым малым городом (население тауна — менее 7 тысяч человек). Её площадь составляет 19,63 км², из которых 18,78 км² занимает суша и 0,85 км² (4,3 %) — вода.
| Показатель                                                                | Янв. | Фев. | Март | Апр. | Май  | Июнь | Июль | Авг. | Сен. | Окт. | Нояб. | Дек. | Год  |
| ------------------------------------------------------------------------- | ---- | ---- | ---- | ---- | ---- | ---- | ---- | ---- | ---- | ---- | ----- | ---- | ---- |
| Абсолютный максимум, °C                                                   | 22   | 21   | 30   | 34   | 36   | 39   | 40   | 39   | 42   | 34   | 31    | 21   | 42   |
| Средний суточный максимум, °C                                             | 0,9  | 2,4  | 7,1  | 14,7 | 21,7 | 26,2 | 28,7 | 27,8 | 23,8 | 16,5 | 9,3   | 3,6  | 15,2 |
| Средняя температура, °C                                                   | −4   | −3,1 | 1,1  | 7,7  | 14,3 | 19,2 | 21,7 | 20,8 | 16,8 | 10,2 | 4,1   | −0,8 | 9    |
| Средний суточный минимум, °C                                              | −8,9 | −8,6 | −4,9 | 0,8  | 6,9  | 12,2 | 14,6 | 13,8 | 9,7  | 3,8  | −1,2  | −5,3 | 2,7  |
| Абсолютный минимум, °C                                                    | −31  | −29  | −23  | −14  | −6   | 0    | 4    | −1   | −5   | −9   | −16   | −27  | −31  |
| Норма осадков, мм                                                         | 54   | 47   | 69   | 83   | 79   | 106  | 103  | 97   | 104  | 90   | 69    | 66   | 967  |
| Источник: Национальное управление океанических и атмосферных исследований |      |      |      |      |      |      |      |      |      |      |       |      |      |

## Население
Согласно Бюро переписи населения США, в 2020 году в Элмайре проживало 26 523 человека, что на 2677 человек или 9,1 % меньше, чем было зафиксировано в 2010 году. Жители города идентифицируют себя следующим образом: белые — 77,2 %, афроамериканцы — 12,1 %, смешанного происхождения — 7,5 %, латиноамериканцы — 5,6 %, азиаты — 1,0 %, коренные американцы — 0,8 %. Возрастной состав населения: младше 5 лет — 4,7 %, младше 18 лет — 22,4 %, старше 65 лет — 14,1 %.
Всего за период с 2017 по 2021 год в Элмайре было зарегистрировано 9871 домохозяйство; в среднем на одну семью приходится 2,36 человека. Медианный уровень дохода домохозяйств — 41 675 долларов США. 25,5 % жителей города находятся за чертой бедности, что почти в два раза превышает показатели штата (13,9 %).
| 1870   | 1880     | 1890     | 1900     | 1910     | 1920     | 1930     | 1940     | 1950     | 1960     | 1970     | 1980     | 1990     | 2000     | 2010     | 2020     |
| ------ | -------- | -------- | -------- | -------- | -------- | -------- | -------- | -------- | -------- | -------- | -------- | -------- | -------- | -------- | -------- |
| 15 863 | ↗ 20 541 | ↗ 30 893 | ↗ 35 672 | ↗ 37 176 | ↗ 45 393 | ↗ 47 397 | ↘ 45 106 | ↗ 49 716 | ↘ 46 517 | ↘ 39 945 | ↘ 35 327 | ↘ 33 724 | ↘ 30 940 | ↘ 29 200 | ↘ 26 523 |

## Известные жители

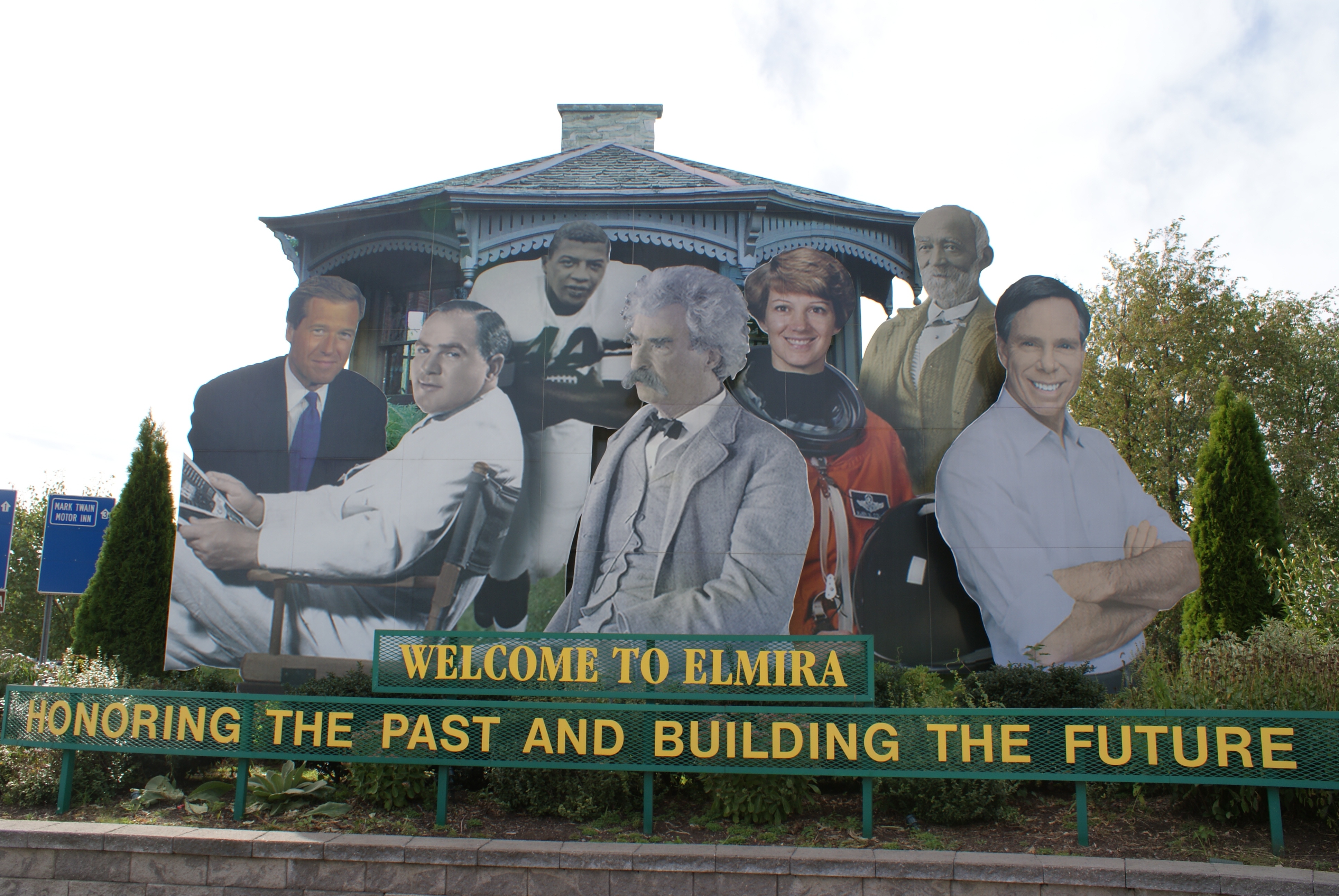
Билборд на въезде в Элмайру в 2010 году. Слева направо: Уильямс, Роуч, Дэвис, Марк Твен, Коллинз, Джонс, Джон У. и Хилфигер

- Томми Хилфигер — модельер и предприниматель.
- Эрни Дэвис — игрок в американский футбол.
- Айлин Коллинз — астронавтка НАСА.
- Чарльз Томлинсон Гриффс[англ.] — композитор.
- Марк Твен — писатель и общественный деятель.
- Оливия Лэнгдон — жена Марка Твена, уроженка Элмайры.
- Брайан Уильямс — телеведущий.
- Джон У. Джонс[англ.] — аболиционист, бежавший из рабства.
- Молли Хаддл — легкоатлетка, стайер.
- Хэл Роуч — продюсер, режиссёр и сценарист.
- Жанин Пирро[англ.] — телеведущая, бывшая судья штата Нью-Йорк[26].

Портреты некоторых известных жителей и уроженцев Элмайры изображены на приветственном плакате на въезде в город над надписью «Добро пожаловать в Элмайру», под которой расположен слоган города: «Ценим прошлое и строим будущее» (англ. Honoring the Past and Building the Future).